# Luchthaven van Khartoem
De Luchthaven van Khartoem (Engels: Khartoum International Airport, IATA: KRT - ICAO: HSSS) is de internationale luchthaven van Khartoem, de hoofdstad van Soedan. De luchthaven is de belangrijkste hub van Sudan Airways.
De luchthaven ligt ca. 4 km ten oosten van het centrum van de stad. Oorspronkelijk lag ze aan de rand van de stad, maar door de snelle groei van de stad ligt ze inmiddels midden in de agglomeratie van de miljoenenstad.
De luchthaven zou vervangen worden door een nieuwe internationale luchthaven verder naar het zuiden, nabij Omdurman, echter de bouw van de nieuwe luchthaven ligt vanaf 2021 stil.

## Ongevallen en incidenten
- Op 30 maart 2007 landde een gekaapt vliegtuig van Sudan Airways op de luchthaven. De kaper werd uiteindelijk ingerekend en de kaping eindigde zonder slachtoffers.
- Op 10 juni 2008 vatte de rechtermotor van een Airbus A310 van Sudan Airways, met 214 inzittenden, vuur na de landing. Er vielen minstens 28 doden.[1]
- Tussen 14 en 20 april 2023 vinden hevige gevechten plaats op de luchthaven. Ten minste 14 vliegtuigen worden daarbij verwoest.